# Estación de Auditori-Teatre Nacional
Auditori | Teatre Nacional es una estación de la línea T5 y T6 del Trambesòs de Barcelona. Está ubicada en la Avenida Meridiana, en su intersección con las calles Padilla y Alí Bei, en el distrito de San Martín.
Está situada a escasos metros del Auditorio de Barcelona y el Teatro Nacional de Cataluña (TNC), de los que recibe su nombre.

## Historia
Esta estación se inauguró el 14 de julio de 2004, con la prolongación de la T4 de Glòries a Ciutadella | Vila Olímpica.

## Líneas y conexiones
| << cabecera                 | < estación | línea                  | estación > | cabecera >> |
| --------------------------- | ---------- | ---------------------- | ---------- | ----------- |
| Ciutadella \| Vila Olímpica | Marina     |                        | Glòries    | Gorg        |
| Ciutadella \| Vila Olímpica | Marina     | Estación de San Adrián | Glòries    |             |